# Луценко Аніта Валеріївна
Ані́та Вале́ріївна Луце́нко (нар. 11 березня 1984, Київ) — українська спортсменка, професійна тренерка, відомий фахівець зі схуднення, телеведуча («Зважені та щасливі»). Майстер спорту та срібна чемпіонка Європи зі спортивної аеробіки, багаторазова чемпіонка України з аеробіки та фітнесу.

### Освіта
Закінчила Національний університет фізичного виховання і спорту України.
Диплом бакалавра (з відзнакою) за спеціальністю «Олімпійський професійний спорт». Має кваліфікацію фітнес-тренера, викладача із фізичного виховання.
Диплом магістра (з відзнакою): «Теорія та методика організації спортивних подій та видовищ».
У 2017 р. та 2019 р. пройшла навчання з хатха-йоги та аюрведи на базі Міжнародного фонду йоги Патанджалі в Індії (Patanjali International Yoga Foundation). Отримала міжнародний сертифікат викладача першого (початкового) рівня (200+200 годин).

## Спортивна кар'єра та професійні досягнення
До спорту потрапила майже випадково: мама хотіла записати Аніту на бальні танці, але чотирирічну дівчинку не взяли через маленький вік. Натомість Аніту записали до секції художньої гімнастики. У чотири роки почала займатись художньою гімнастикою у школі Ірини Дерюгіної. Потім професійно освоїла аеробіку та різні напрямки танцю.
1994-2002 рр. — брала участь у багатьох чемпіонатах України та Європи зі спортивної гімнастики. Здобула звання майстра спорту зі спортивної аеробіки, срібну медаль на Чемпіонаті Європи зі спортивної аеробіки. Багаторазова чемпіонка України з аеробіки та фітнесу.
2006-2008 рр. — виступала з презентаціями за напрямком «Функціональний тренінг» на регіональних та міжнародних конференціях компанії Nike.
2008-2014 рр. — викладала у SFC — навчальний центр фітнес-клубу «SOFIYSKIY».
У 2018 році стала амбасадором спортивного бренду Puma та тренером російської співачки й актриси українського походження Віри Брежнєвої (Галушки).
Організатор низки фітнес-турів по країнах Європи, метою яких (метою турів?) є швидке схуднення та перехід на здоровий спосіб життя.
Автор популярного (на початок 2019 року 8 859 публікацій) російськомовного «челенджу» (змагання на спір) «14 дней без сладкого».
Титули
- Майстер спорту та срібна призерка Європи зі спортивної аеробіки.
- багаторазова чемпіонка України з аеробіки та фітнесу.

## Публічна діяльність та телевізійна кар'єра
- 2011 року Аніта Луценко стала тренером учасників телепрограми «Зважені та щасливі» на каналі СТБ (аналог всесвітньо відомого шоу «The biggest loser»).
- 2012—2015 — тренер 2-5 сезонів «Зважені та щасливі», канал СТБ.
- 2012—2014 — спортивний експерт понад 200 випусків програми «Все буде добре» (канал СТБ).
- 2012—2014 — тренер головних героїв 2-4 сезонів проєкту «Холостяк», СТБ (адаптація The Bachelor).
- 2016 — отримала іменну зірку на Алеї зірок ТВ-каналу СТБ.
- 2017 — ведуча 7 сезону проекту «Зважені та щасливі», СТБ.
- 2018 — учасниця проекту «Танці з зірками» на каналі 1+1 (аналог танцювального шоу «Strictly Come Dancing»).
- 2019 — ведуча 9 сезону проекту «Зважені та щасливі», СТБ.
- 2021 — співведуча шоу “Wow, Аніто!” з Ганною Свиридовою про корисні звички, харчування та тренування (радіо П'ятниця)

## Захоплення та інші сфери діяльності
- 2012 — Аніта стала однією із засновниць онлайн-проєкта для схуднення[2], в рамках якої у 2012—2018 рр. розроблено п'ять програм: «WOWBODY slim» — основна програма, для схуднення та зміни звичного способу життя; «WOWBODY mom» — програма для майбутніх матерів, що має забезпечувати комфортну та здорову вагітність; «WOWBODY strong» — інтенсивне продовження основної програми; «WOWBODY strong 2» — посилений рівень «WOWBODY strong».
- 2017 — Аніта випустила мобільний застосунок «Vingo!» («тільки для жінок», розповсюджується безплатно).
- 2017 — у співавторстві з дієтологом Світланою Фус Аніта випустила книгу про підтримку здорового тіла та гарної фігури «Ти просто WOW!».
- 2018 — Аніта Луценко стала одним із засновників бренду спортивного одягу «WOWBODY shop ».
- 2021 — у співавторстві з кулінаром Катериною Андрєєвою видала книгу швидких та здорових рецептів "Зробимо це швидко!".
- Аніта захоплюється танцями, йогою, цигун.
- Також є офіційна Telegram-сторінка Аніти, де вона особисто ділиться інформацією про спорт, їжу та активний спосіб життя.  https://t.me/anitasportyclub

## Сім'я
Мія — донька 7.06.2016.